# Bach Szilvia
Bach Szilvia Ilona (Budapest, 1961. január 12. –) magyar színésznő, humorista, parodista, énekesnő, írónő.
A CBA reklámarca volt 2018 májusától 2019 decemberéig mint „Icuka”, a boltvezető.

## Pályája
1968–1976 között Budapest VI. kerületi Labda utcai Általános Iskola tanulója volt, majd 1979-ben a Kossuth Zsuzsa Egészségügyi Szakközépiskolában érettségizett, ezt követően a Színház- és Filmművészeti Főiskolára jelentkezett, de nem járt sikerrel. 1975–1979 között többször feltűnt a tévében is (Forgószín, Előttem az utódom, Amatőrök is elkezdhetik), 1977–1980 között tagja volt a KISZ Művész Együttesének. Először a Ki mit tud?-on lépett fel. 1979–1985 között a Budapest VI. kerületi Izabella utcai Bölcsődében dolgozott mint gondozónő. 1980–1983 között játszott Az abszurd mese című musicalben, amelyben a Didergő királynő legkisebb fiát, illetve a banya és tündér szerepét alakította. Szerepelt a Mikroszkóp Színpadon, valamint a Pince Színházban a Szatíra kínpad abszurd darabban. 1986–87-ben a Fűrészlemez- és Hordóipari Vállalat SZTK ügyintézője volt, majd 1988–1990 között az Auróra úti Szakorvosi Rendelőben dolgozott mint fogászati asszisztens. 1990-ben első helyezett lett a Humorfesztiválon. 1990–1995 között rendszeresen szerepelt a Rádiókabaréban, az első önálló tévészereplésére 1992-ben került sor Bach Show címmel. 1993-ban Kalóz TV címmel show műsora volt az MTV-ben, 1994-ben fellépett Miamiban, az ott élő magyarok előtt. 1995-ben Siófokon önálló show-val jelentkezett, majd 1997-ben megalapította együttesét Migrén néven. Fellépett a Fábry Show-ban, a Hálózat TV-ben, a Maksavízióban. Első zenei tragikomédiáját 2006-ban mutatták be Alt-Duett címmel Kassán, ezt később Egerben, Siófokon és Pécsett, valamint a Budapesti Thália Színházban is játszották. 2006-ban a Pécsi Nemzeti Színházban B.J. Benet: Színésznő című darabjában, Assunta-Roccát alakította. 2007-ben új tragikomédiát írt Bőrönd címmel, 2017. december óta Jolika, a cigány asszony szerepét írja, és adja elő, a Dumaszínházban.
Dalszövegírással és festészettel is foglalkozik.
Lánya, Danics Dóra 2013-ban megnyerte az RTL Klub X-Faktor című zenei tehetségkutató műsorának negyedik évadát.
2018 májusától a CBA üzlet reklámarca mint Icuka, a rappelő boltvezető, amely szerepben Balázs Andreát váltotta, aki a reklámok éneklő pénztárosnője, Kasszás Erzsi szerepét játszotta. Néhány reklámban Ganxsta Zolee is közreműködik. Egy másik reklámban pedig Varga Viktorral szerepel.
2020 őszén szerepelt az Álarcos énekes című műsorban az RTL Klubon.

## Díjak, elismerések
- 1992 - Teátrum díj
- 2010 - Megyei Prima Díj - színház- és filmművészet különdíja (Közép-Magyarország)
- 2013 - Magyar Toleranciadíj[3]
- 2014 - Emberi Hang díj

## Könyvei
- Nem vagyok én Müller Péter! (Alexandra Kiadó, Pécs, 2008) ISBN 978-963-370-705-0
- Az utolsó tánc. Meghökkentő novellák (Alexandra Kiadó, Pécs, 2009) ISBN 9632970233

## Discográfia
Zenés paródiáiból készült összeállítás:
- Bachanália - Proton Kiadó (1991) PR 0207

## Színpadi művei
- Alt duett
- Bőrönd